# Massa d’Albe
Massa d’Albe község (comune) Olaszország Abruzzo régiójában, L’Aquila megyében.

## Fekvése
A település a Monte Velino lábainál, a Sirente-Velino Regionális Park területén fekszik. Határai: Avezzano, Magliano de’ Marsi, Ovindoli, Rocca di Mezzo és Scurcola Marsicana.

## Története
A település a 14. században alakult ki az ókori Alba Fucens helyén. Az 1915-ös földrengés után teljesen újjáépítették. A második világháborúban a Gusztáv-vonalat védő német csapatok egyik főhadiszállása volt ezért súlyos bombázások áldozata lett.

## Népessége
A népesség számának alakulása:

## Főbb látnivalói
- Alba Fucens romjai
- Madonna di Ripoli-templom
- San Teodoro-templom
- Immacolata Concezione-templom
- San Fabiano e San Sebastiano-templom
- Madonna del Fulmine-templom
- Santa Maria degli Alpini-templom
- San Nicola-templom
- Santa Maria-templom